# الغريف (محافظة الكامل)
الغريف أحد المراكز الادارية التابعة لمحافظة الكامل في منطقة مكة المكرمة.

## المركز
مركز الغريف التابع لمحافظة الكامل مصنف بفئة أ، تأسس عام 1393 هـ تقريبًا. يقع المركز شمال شرقي محافظة الكامل، ويقع بين جبال تحيط به من جميع الجهات، أما المناخ فهو حار صيفاً بارد شتاءً، التوزيع السكني للمركز يبلغ 10000 نسمة تقريباً بادية وحاضرة. يبعد المركز عن المحافظة حوالي 27 كم. يتبع للمركز عدة قرى:
- الطائف.
- السدرة.
- المضحاة.
- المنزة.
- العبيدية.
- المثناة.
- ام الجوامع.
- ايلا.
- الخديد.
- المعرد.
- الفارع.
- الوقبة .
- العقلة.
- الدحيلة.
- حظي.
- الدمان.
- اللصب.